# Flow (film)
Flow (łot. Straume) – łotewski pełnometrażowy film animowany z 2024 roku w reżyserii Gintsa Zilbalodisa. Obraz nie zawiera żadnych dialogów.
Film miał swoją światową premierę 22 maja 2024 roku w ramach sekcji „Un Certain Regard” na 77. MFF w Cannes. Następnie zdobył cztery nagrody na festiwalu animacji w Annecy, a także Europejską Nagrodę Filmową. W styczniu 2025 roku był dwukrotnie nominowany do nagrody Oscara: za najlepszy film międzynarodowy oraz za najlepszy pełnometrażowy film animowany. Ostatecznie zdobył tę drugą nagrodę i stał się pierwszą łotewską produkcją wyróżnioną Oscarem.

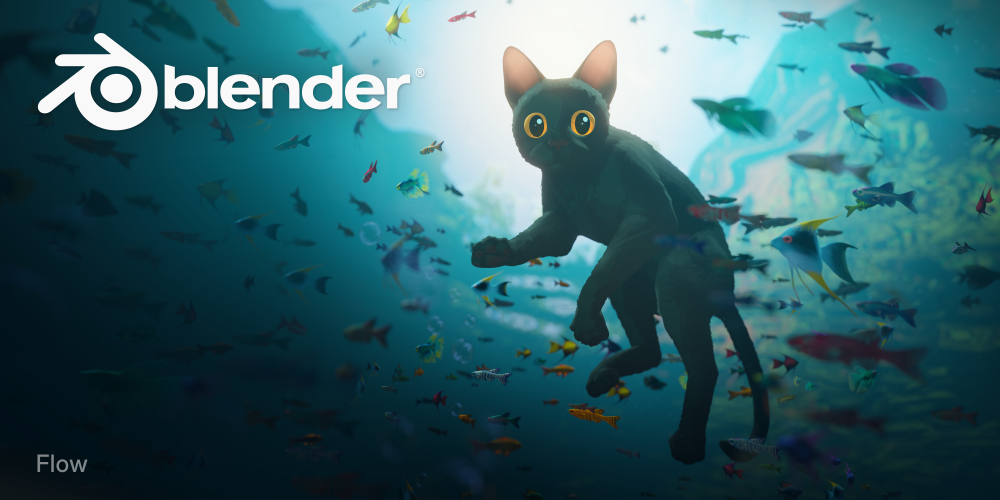
Kadr z filmu pokazywany na ekranie startowym Blendera

Flow został w całości zrobiony w Blenderze, który jest otwartym oprogramowaniem służącym do tworzenia trójwymiarowych animacji komputerowych. Budżet przeznaczony na film ocenia się na 3,6 mln euro, podczas gdy przychody z dystrybucji w lutym 2025 roku szacuje się na 20 mln euro.

## Fabuła
Flow przedstawia historię ciemnoszarego kota, który uciekając przed katastroficzną w skutkach powodzią, nawiązuje relację z kilkoma innymi zwierzętami – ptakiem, psem, lemurem i kapibarą. Ich wspólnym celem jest znalezienie i poprowadzenie łódki, która umożliwi znalezienie suchego lądu.

## Odbiór
Odbiór filmu wśród społeczności filmowej był przeważnie pozytywny. Wśród recenzji 158 krytyków (stan z marca 2025 roku), którzy wystawili recenzję w serwisie Rotten Tomatoes, 97% opinii było pozytywnych. Metacritic na podstawie recenzji 27 krytyków filmowych przyznał ocenę 87/100 oraz odznakę „Must See”, z kolei oceny społeczności tego serwisu przyznały filmowi Flow średnią ocenę 8,4/10.
W Rydze, stolicy Łotwy, z okazji międzynarodowego sukcesu filmu zainstalowano rzeźbę przedstawiającą ciemnoszarego kota, głównego bohatera filmu.
Michał Walkiewicz, krytyk filmowy, na łamach serwisu Filmweb wystawił ocenę 9/10 gwiazdek. Według Walkiewicza Flow nie jest „kinem z subtelnie zawoalowanym, proekologicznym przesłaniem”, tylko „pracującą na szóstym biegu machiną gróźb i ostrzeżeń działającą bez zarzutu przez 80 minut”.
Artur Łokietek w serwisie Planeta Gracza pisze z kolei, że łotewska produkcja „to taki Dawid, który wygrał z Goliatem, jakim są najwięksi gracze na rynku animacji na czele z Disneyem czy Pixarem”.